# Charlotte Le Bon
Charlotte Le Bon, född 4 september 1986 i Montréal i Québec, är en kanadensisk film- och TV-skådespelerska. 

## Filmografi, i urval
- 2012 – Asterix & Obelix och britterna
- 2013 – Dagarnas skum
- 2013 – Yves Saint Laurent
- 2014 – 100 steg från Bombay till Paris
- 2015 – Insidan ut
- 2015 – The Walk
- 2016 – Bastille Day
- 2016 – The Promise
- 2016 – Iris (även Netflix, 2020)
- 2025 – The White Lotus (TV-serie)